# Raster Image Processor

Generazione dei dati di un'immagine raster

Il Raster Image Processor (RIP), in italiano "Elaboratore dell'immagine raster", è un dispositivo hardware o un programma software usato per elaborare al computer un'immagine o un altro tipo di file in modo che possa essere stampato nella maniera migliore.
Con raster è indicata la mappa dei bit (bitmap) che opportunamente elaborata dal RIP genera immagini digitali. I RIP possono essere sia hardware che software.
- RIP hardware: Dispositivo elettronico (assomigliante o a una scheda elettronica o ad un cabinet esterno) situato tra il computer che invia la stampa e l'engine (motore di stampa).

- RIP software : Programma software che ospitato all'interno di una qualsiasi workstation (anche la stessa su cui opera l'applicazione grafica) svolge le stesse funzioni di un RIP hardware.

## Descrizione
La stampa di una pagina contenente caratteri tipografici e immagini a varie risoluzioni presenta un problema legato alla modalità di scrittura; più esattamente, l'unità di uscita ha di solito una risoluzione specifica: ad esempio, le stampanti laser scrivono a 600 o 1200 dpi, mentre la pagina da stampare potrebbe contenere elementi composti con una risoluzione differente e non riportabile a quella di uscita (es. 304 dpi), e pertanto non direttamente trasferibili alla stampante.
A complicare ulteriormente le cose contribuiscono i caratteri di testo, con complessità molto superiore alle immagini (es. le "grazie") e quindi bisognosi di una risoluzione di uscita proporzionalmente più elevata.
Inoltre, per praticità di gestione, i file grafici contengono un misto di informazioni vettoriali e bitmap (es. file PostScript o PDF), non direttamente trattabili dalla stampante.
Per risolvere questo problema, si ricorre ad un software che ha il compito di rasterizzare (dall'inglese raster) i file, ovvero generare una bitmap uniforme, che possa essere correttamente interpretata dalla stampante.
Un compito di questo tipo presenta due diversi problemi: il primo relativo alla grafica, nel caso in cui la risoluzione di stampa sia inferiore a quella originale, poiché i dati grafici vengano distribuiti in modo da produrre un risultato piacevole da guardare e non affaticante; il secondo problema, invece, riguarda i caratteri di testo o le linee curve o inclinate, che dopo la stampa possono presentare caratteristiche seghettature o apparire con un profilo "a gradini".
Per risolvere il problema legato alle immagini, oltre ad altre soluzioni, si impiegano generatori di numeri casuali, che permettono di evitare effetti in stampa dotati di periodicità e, in quanto tali, percepiti dal cervello sotto forma di bande parallele o righe (moiré), peraltro non rilevabili strumentalmente.
Per il secondo problema, invece, si impiega una tecnica di antialiasing che, sempre mediante un processo matematico, permette di distribuire le aree di stampa relative ai caratteri di testo, evitando fenomeni che ne disturberebbero la corretta visione.